# Csókakő, Fejér
Csókakő  este un sat în districtul Mór, județul Fejér, Ungaria, având o populație de 1.339 de locuitori (2011). 

## Demografie
Componența etnică a satului Csókakő
     Maghiari (94,78%)
     Germani (3,26%)
     Necunoscut (1,71%)
     Români (0,24%)
     Alții (1,71%)
Componența confesională a satului Csókakő
     Fără religie (15,68%)
     Reformați (4,63%)
     Luterani (1,27%)
     Necunoscută (78,04%)
     Atei (0,37%)
     Alte religii (0,97%)
Conform recensământului din 2011, satul Csókakő avea 1.339 de locuitori. Din punct de vedere etnic, majoritatea locuitorilor (94,78%) erau maghiari, cu o minoritate de germani (3,26%). Apartenența etnică nu este cunoscută în cazul a 1,71% din locuitori. Nu există o religie majoritară, locuitorii fiind persoane fără religie (15,68%), reformați (4,63%) și luterani (1,27%). Pentru 78,04% din locuitori nu este cunoscută apartenența confesională.